# 코르도바주 (콜롬비아)

코르도바 주

코르도바주(스페인어: Departamento del Córdoba)는 콜롬비아 북부에 위치한 주로 주도는 몬테리아이며 면적은 25,020km2, 인구는 1,868,166명(2013년 기준), 인구 밀도는 66명/km2이다. 1952년 6월 18일에 신설되었으며 30개 지방 자치체를 관할한다. 북쪽으로는 카리브해, 북동쪽으로는 수크레 주, 동쪽으로는 볼리바르 주, 서쪽과 남쪽으로는 안티오키아 주와 접한다.

주기
주 문장

## 인구
| 연도    | 인구      | ±%     |
| ------- | --------- | ------ |
| 1973    | 649,462   | —      |
| 1985    | 1,013,247 | +56.0% |
| 1993    | 1,275,623 | +25.9% |
| 2005    | 1,467,929 | +15.1% |
| 2018    | 1,784,783 | +21.6% |
| Source: |           |        |